# Mirsad Dedić
Mirsad Dedić (Srebrenik, 4 febbraio 1968) è un ex calciatore bosniaco, di ruolo portiere.

## Carriera

### Nazionale
Il 6 novembre 1996 esordisce contro l'Italia, sfida vinta 2-1. Convocato tra il 1996 e il 2000, vanta 27 presenze per la nazionale bosniaca.

## Palmarès

### Club

#### Competizioni nazionali
- Campionato bosniaco: 1

Sarajevo: 1998-1999
- Coppa della Bosnia ed Erzegovina: 1

Sarajevo: 2001-2002